# Grewia brachypoda
Grewia brachypoda là một loài thực vật có hoa trong họ Cẩm quỳ. Loài này được C.Y.Wu mô tả khoa học đầu tiên năm 1946.